# 17484 Ganghofer
17484 Ganghofer (1991 RY4) là một tiểu hành tinh vành đai chính được phát hiện ngày 13 tháng 9 năm 1991 bởi F. Borngen và L. D. Schmadel ở Tautenburg.